# Walter Breuning
Walter Breuning (Melrose, 21 settembre 1896 – Great Falls, 14 aprile 2011) è stato un supercentenario statunitense.
Avendo raggiunto i 114 anni e 205 giorni di età, si tratta della sesta persona di sesso maschile più longeva di sempre la cui età sia stata verificata.

## Biografia
Breuning nacque nel 1896 a Melrose, nel Minnesota, da John Breuning (1864-1915) e da Cora Morehouse Breuning (1870-1917); aveva due fratelli e due sorelle. Nel 1901 la famiglia si trasferì a De Smet, nel South Dakota, dove Walter frequentò le scuole fino al 1910. Se i genitori di Breuning morirono piuttosto giovani (a 50 anni il padre e a 46 anni la madre), nella sua famiglia si riscontrano comunque molti casi di longevità: tutti e quattro i suoi nonni superarono i 90 anni di età e i suoi quattro fratelli vissero 78, 85, 91 e 100 anni.
All'età di 14 anni, Breuning interruppe gli studi e iniziò a lavorare come raschiatore di padelle per la panificazione dietro il compenso di 2,50 dollari alla settimana. Iniziò poi a lavorare per la Great Northern Railway nel 1913, lavoro che lo tenne occupato per quasi cinquant'anni, fino alla pensione; inizialmente Breuning dovette nascondersi dal proprietario della rete ferroviaria, James J. Hill, in quanto questi non accettava di avere dipendenti che non avevano ancora raggiunto la maggiore età. Breuning fu inoltre gerente e segretario dell'associazione locale degli Shriners fino all'età di 99 anni. Durante la prima guerra mondiale, nonostante fosse arruolabile, Breuning non venne chiamato. Allo scoppio del secondo conflitto mondiale, invece, aveva già superato l'età massima per l'arruolamento.
Trasferitosi nel Montana nel 1918, dove continuò a lavorare per la Great Northern Railway, conobbe Agnes Twokey, un'operatrice di telegrafo di Butte. I due si sposarono nel 1922 e si separarono nel 1957; la coppia non ebbe figli. Breuning successivamente dichiarò di non essersi voluto risposare e affermò, anni dopo, che secondo lui i secondi matrimoni non funzionavano mai, ma che anche i primi matrimoni ormai non funzionavano più. Tuttavia, dopo la sua morte, fu rinvenuto un certificato di matrimonio che attestava la sua unione con Margaret Vanest, contratta il 5 ottobre 1958 e terminata il 15 gennaio 1975 con la morte della donna.
Breuning era un massone facente parte della loggia n° 118 di Great Falls, presso la quale rimase iscritto per oltre 85 anni, fino alla sua morte; aveva raggiunto il 33º grado di rito scozzese antico ed accettato.

## Vecchiaia
Breuning fu un fumatore di sigari per buona parte della sua vita, ma smise di acquistarli a 103 anni, ritenendo fossero diventati troppo cari. Attorno ai 108 anni, però, riprese a fumarli dopo aver ricevuto pacchi di sigari in dono da città anche lontane, come Londra. Egli mantenne un'ottima memoria anche in età estrema; per esempio, ricordò che suo nonno gli aveva parlato della Guerra civile americana, vissuta da quest'ultimo quando aveva solo tre anni di età, mentre seppe identificare il giorno dell'assassinio di William McKinley, l'allora Presidente statunitense, come il giorno in cui si sottopose per la prima volta al taglio dei capelli.
Nel settembre 2006, in occasione del suo 110º compleanno, Breuning fu ufficialmente riconosciuto come l'ex ferroviere più longevo degli Stati Uniti. Il governatore del Montana, Brian Schweitzer e il prefetto di Great Falls parteciparono a questa celebrazione.
Nel giorno del suo 112º compleanno, Breuning identificò il segreto della sua longevità nel tenersi sempre occupato, sia fisicamente che mentalmente, dichiarando: "Se manterrai la tua mente occupata e il tuo corpo occupato, resterai su questo mondo per lungo tempo".

## Morte
Breuning morì serenamente nel sonno il 14 aprile 2011, in un ospedale di Great Falls, per cause naturali; aveva 114 anni e 205 giorni ed era ricoverato da inizio mese per una patologia mai ufficialmente specificata. Al momento della sua morte, Breuning era la terza persona più anziana al mondo (dopo Maria Gomes Valentim e Besse Cooper) e l'uomo più anziano al mondo; dopo il suo decesso, il peruviano Horacio Celi Mendoza (1897-2011) divenne il decano maschile vivente dell'umanità.